# 庄内町龍原
庄内町龍原（しょうないちょうたつはる）は、大分県由布市内の大字。郵便番号は879-5411。

## 地理
由布市の南部、大分川南岸と芹川右岸に挟まれた地域。旧庄内町のうち旧東庄内村に属していた。
陸地では挾間町小野、挾間町筒口、大分市太田と接する。大分川を挟んで庄内町東長宝、芹川を挟んで庄内町五ケ瀬、庄内町大龍と接する。

## 歴史
- 1889年4月1日 - 町村制の施行により、東庄内村が発足。（大分郡東庄内村）。
- 1954年11月1日 - 阿南村・東庄内村・西庄内村・南庄内村・阿蘇野村が合併し、大分郡庄内村が成立。（大分郡庄内村）
- 1955年4月1日 - 町制施行により大分郡庄内町が成立。（大分郡庄内町大字龍原）
- 2005年10月1日 - 挾間町・庄内町・湯布院町で新設合併、市政施行で由布市が成立。大字表記および、小字が廃止される（由布市庄内町龍原）[3]。

## 小・中学校の学区
市立小・中学校に通う場合、学区は以下の通りとなる。
| 町名       | 小学校               | 中学校             |
| ---------- | -------------------- | ------------------ |
| 庄内町龍原 | 由布市立東庄内小学校 | 由布市立庄内中学校 |

## 交通

### バス
かつては、大分バスが路線を営業していたが、由布市コミュニティバスに転換している。

### 道路
- 大分県道618号籠原挾間線